# Tilston (Cheshire)
Tilston is een civil parish in het bestuurlijke gebied Cheshire West and Chester, in het Engelse graafschap Cheshire met 603 inwoners.